# Programator
Un programator, developer sau inginer de software, este o persoana care scrie programe software. Termenul programator se poate referi la un specialist în zona de programare sau care scrie coduri pentru multe tipuri de software. Cel care practică sau profesează o abordare practică a programării, poate fi, de asemenea, cunoscut ca un analist programator.
Programator în informatică (din franceză: programmateur) este persoana care efectuează o activitate de programare, constând în fazele de concepere, proiectare, alcătuire (scriere), testare, integrare, înlăturarea eventualelor greșeli, și până la întreținerea de programe de calculator. Cuvântul programator se mai utilizează și pentru a desemna echipamentul pentru stabilirea conținutului (programarea) unei memorii permanente programabile. Uneori i se spune și „codificator”.

## Programator de sistem
Termenul provine tot din limba engleză de la systems programmer. Programatorul de sistem este persoana care se ocupă de instalarea / generarea și întreținerea sistemului de operare furnizat de producătorul unui calculator pentru a-l adapta la cerințele utilizatorului. Sistemul de operare este frecvent distribuit pe un suport de date într-o formă standard, conținând un maxim de funcțiuni. Din această formă standard programatorul de sistem poate instala sau genera un sistem de operare concret, potrivit configurației hardware individuale și nevoilor utilizatorului.